# 高岡秀行
高岡 秀行（たかおか ひでゆき、1956年4月29日 - ）は滋賀県出身の元騎手、元調教師。ホッカイドウ競馬からシンガポールターフクラブに移籍した。

## 来歴
滋賀県立八日市高等学校卒業後、2年間の浪人生活を送るも、大学受験に失敗。その後は縁もゆかりもない北海道へ渡る。
牧場でアルバイトをするうちに騎手を志すようになり、1979年にデビュー。23歳と遅咲きながら通算524勝を挙げ、1992年に引退。
1993年からは調教師に転身し、2000年には年間54勝でリーディングトレーナーとNARグランプリの最優秀調教師賞を受賞。
ホッカイドウ競馬ではJRA1勝を含む通算356勝を挙げたが、2002年に3人の日本人スタッフを引き連れてシンガポールターフクラブへ移籍。シンガポールターフクラブ初の日本人調教師となった。シンガポールで現地中国語のメディアは「高岡」のみ表記された。
2003年2月7日に初出走を果たし、4月18日にアサティス産駒の日本産馬・イッポンゼオイ（Ipponzeoi）で移籍後初勝利を挙げる。1年目の同年は6勝に終わったが、2年目の2004年は11勝、3年目の2005年は17勝と徐々に勝ち星を上げていく。
2006年にはダイアモンドダスト（Diamond Dust）で移籍後初重賞制覇を成し遂げ、同馬で国際G1のシンガポール航空インターナショナルカップに初出走してコスモバルクの5着となった。
2008年にはエルドラド（El Dorado）でシンガポールダービー2着の後、シンガポールゴールドカップで優勝して初G1制覇を達成。同レースには同じく管理馬で日本産のジェイド（Jade）も出走して4着と健闘した。同年には他厩舎から移籍してきた日本産馬のジョリーズシンジュ（Jolie's Shinju）がパトロンズボウルで優勝し、G12勝目をあげた。この実績が認められ、NARグランプリ2008の特別賞を受賞した。
2009年にはジョリーズシンジュでシンガポールダービーも優勝し、同馬は4歳三冠路線が指定されてから初の三冠馬となった。
2013年にはベターライフ（Better Life）でシンガポールダービー2勝目を挙げた。
2023年11月に調教師を引退した。当初は厩舎を後継者に譲り、2023年6月に引退する予定であったが、同月にシンガポール競馬の廃止が決まった（2024年10月廃止予定）ため厩舎の引継ぎが不可能となり、引退を延期して11月まで厩舎運営を続けた。

## 代表管理馬
- タキノスペシャル - 北海道3歳優駿（統一GIII）
- エルドラド（El Dorado） - シンガポールゴールドカップ（星G1）
- ジョリーズシンジュ（Jolie's Shinju） - パトロンズボウル（星G1）、シンガポールダービー（星G1）
- ベターライフ（Better Life） - クランジマイル（星G1）、シンガポールゴールドカップ（星G1）、シンガポールダービー（星G1）
- ダイヤモンドダスト（Diamond Dust） - コミティーズプライズ（星G3）
- ナミ - エーデルワイス賞（統一GIII）
- クローリバー - 北海優駿
- トウショウラッキー - ヤングチャレンジカップ

※星Gはシンガポールローカルグレード（国際グレードとは異なる）